# American Horror Story: Apocalypse
American Horror Story: Apocalypse ist die achte Staffel der US-amerikanischen Horror-Fernsehserie American Horror Story, die auf einer Idee von Ryan Murphy und Brad Falchuk basiert. Die Erstausstrahlung fand zwischen dem 12. September und dem 14. November 2018 auf dem TV-Sender FX statt. Die deutschsprachige Erstausstrahlung lief vom 15. November 2018 bis zum 17. Januar 2019 auf FOX.
Wiederkehrende Darsteller sind Sarah Paulson, Evan Peters, Kathy Bates, Adina Porter, Leslie Grossman, Billie Lourd, Cheyenne Jackson, Frances Conroy, Emma Roberts, Gabourey Sidibe, Angela Bassett, Taissa Farmiga, Jessica Lange, Lily Rabe, Dylan McDermott, Connie Britton, Jamie Brewer, Lance Reddick, Erika Ervin, Naomi Grossman und Stevie Nicks.
Sie ist das erste, ausführliche Crossover aus zwei Staffeln der Serie, Murder House und Coven. Neben vielen Figuren aus diesen beiden Geschichten wurden auch neue Charaktere geschaffen. Die Handlung spielt sich zwischen den Jahren 2015 und 2024 ab, schweift aber auch in andere Zeitebenen ab. Als zentrales Thema dient das Ende der modernen Welt, die biblische Apokalypse. Apocalypse beleuchtet das Streben des buchstäblichen Antichristen nach der Auslöschung der Menschheit, die Rolle einer Gruppe von Hexen und Hexenmeistern sowie weitere Elemente der Geschichte des als Murder House bekannten Anwesens der Familie Harmon. Des Weiteren enthält Apocalypse Querverweise zu Asylum, Hotel, Roanoke und Cult.

## Besetzung
- Der Schauspieler war in dieser Rolle als Hauptdarsteller vertreten.

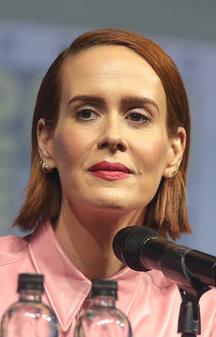
Sarah Paulson ist Cordelia Goode

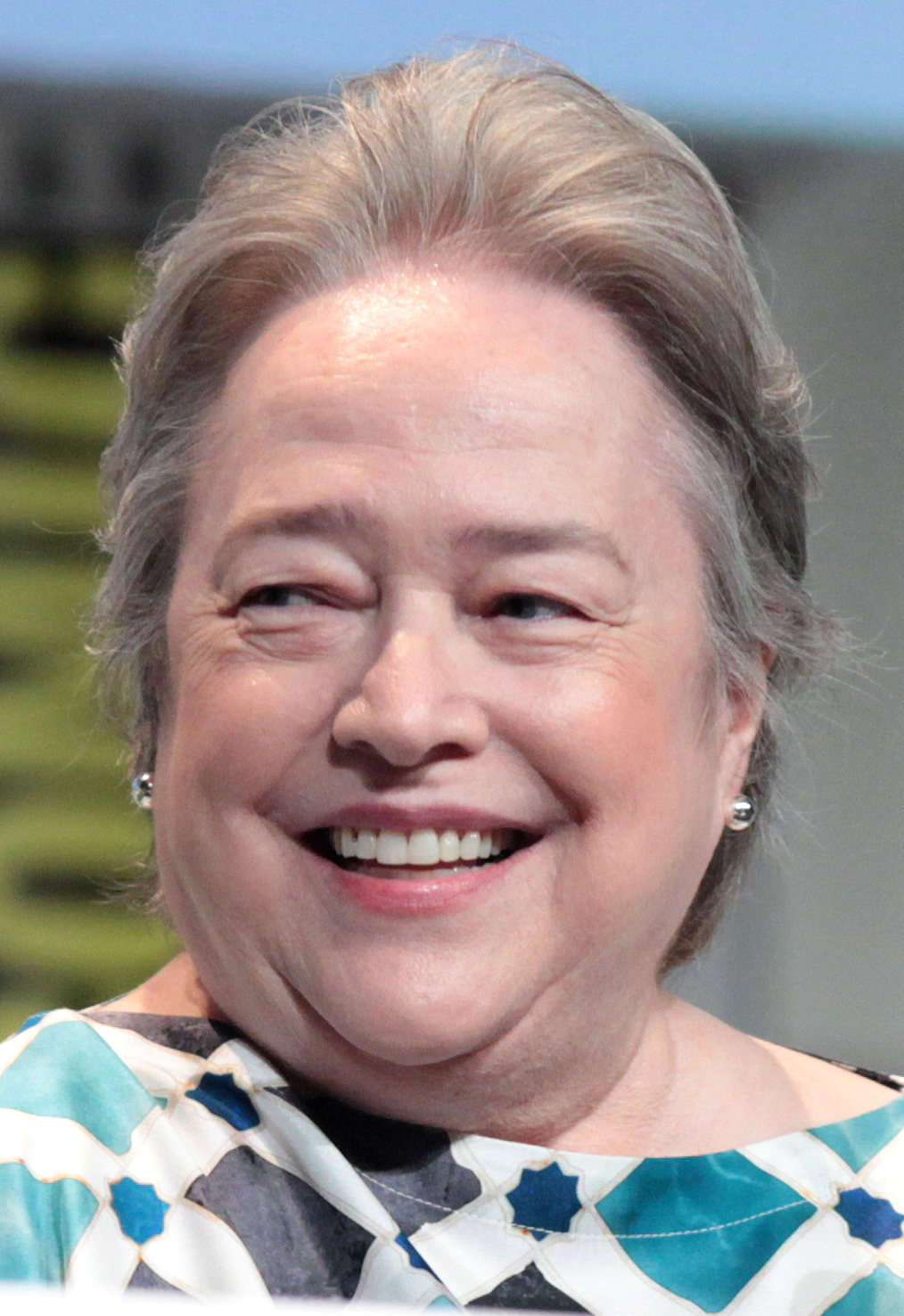
Kathy Bates spielt Ms. Mead

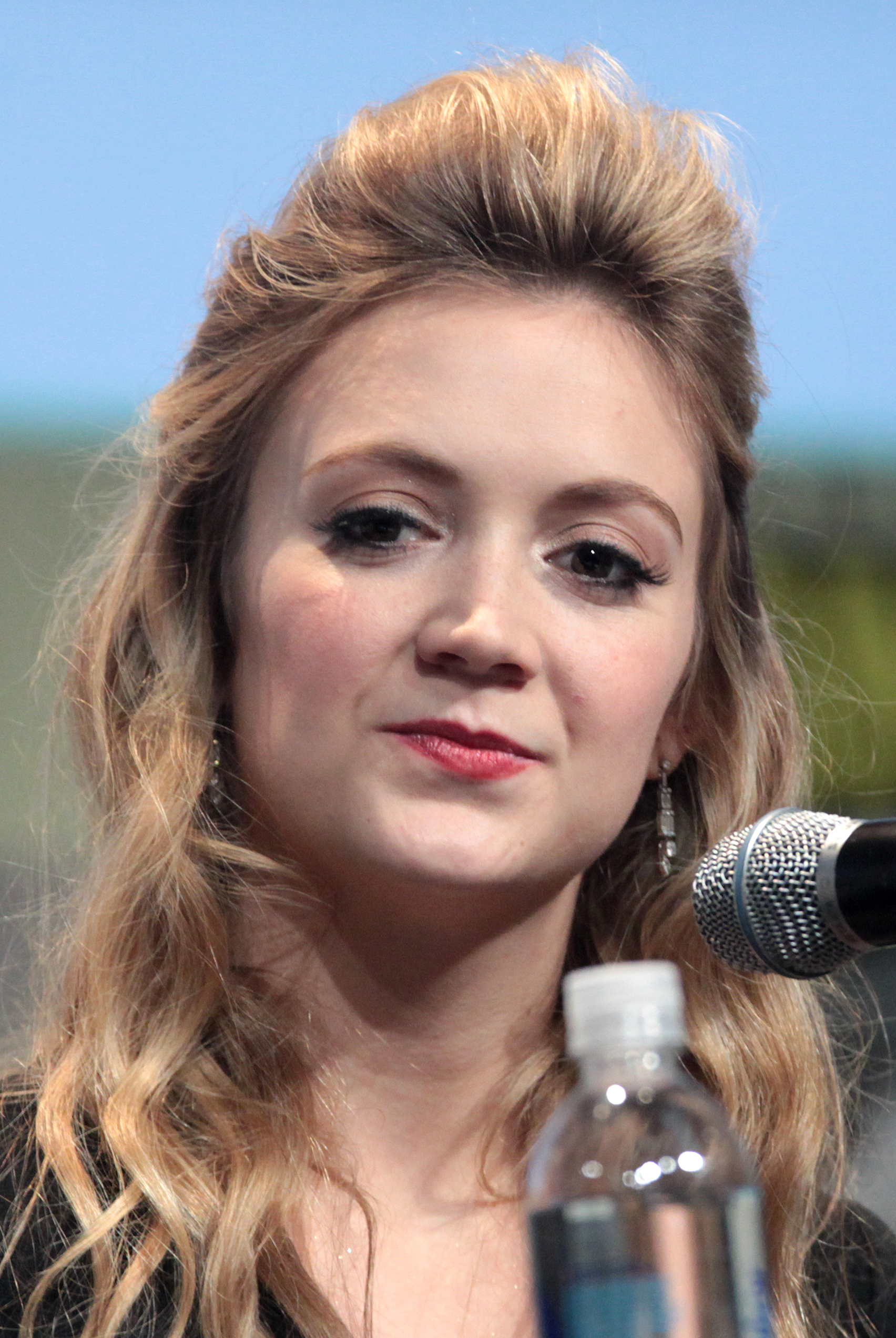
Billie Lourd verkörpert Mallory

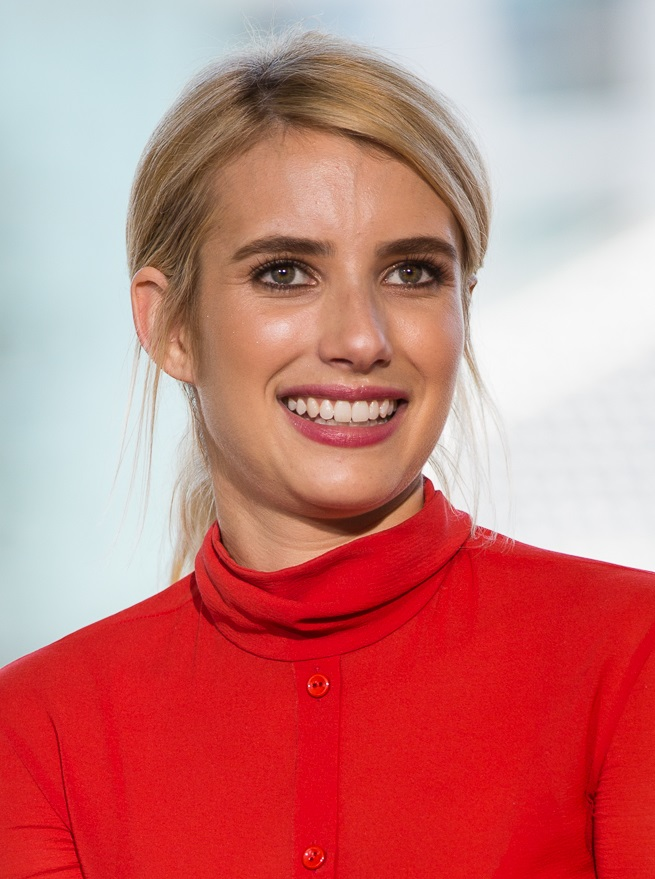
Emma Roberts kehrt als Madison Montgomery zurück

- Der Schauspieler war in dieser Rolle als Nebendarsteller vertreten.
- Der Schauspieler war in dieser Rolle als Gaststar vertreten.
- Der Schauspieler war in dieser Rolle nicht in der Episode vertreten.

| Schauspieler           | Rolle                              | Folgen | Folgen | Folgen | Folgen | Folgen | Folgen | Folgen | Folgen | Folgen | Folgen | Synchronsprecher     |
| Schauspieler           | Rolle                              | 1      | 2      | 3      | 4      | 5      | 6      | 7      | 8      | 9      | 10     | Synchronsprecher     |
| ---------------------- | ---------------------------------- | ------ | ------ | ------ | ------ | ------ | ------ | ------ | ------ | ------ | ------ | -------------------- |
| Sarah Paulson          | Ms. Wilhemina Venable              |        |        |        |        |        |        |        |        |        |        | Ulrike Stürzbecher   |
| Sarah Paulson          | Cordelia Goode                     |        |        |        |        |        |        |        |        |        |        | Ulrike Stürzbecher   |
| Sarah Paulson          | Billie Dean Howard                 |        |        |        |        |        |        |        |        |        |        | Ulrike Stürzbecher   |
| Evan Peters            | Mr. Gallant                        |        |        |        |        |        |        |        |        |        |        | Jan Rohrbach         |
| Evan Peters            | James Patrick March                |        |        |        |        |        |        |        |        |        |        | Jan Rohrbach         |
| Evan Peters            | Tate Langdon                       |        |        |        |        |        |        |        |        |        |        | Jan Rohrbach         |
| Evan Peters            | Jeff Pfister                       |        |        |        |        |        |        |        |        |        |        | Jan Rohrbach         |
| Kathy Bates            | Ms. Miriam Mead                    |        |        |        |        |        |        |        |        |        |        | Regina Lemnitz       |
| Kathy Bates            | Delphine LaLaurie                  |        |        |        |        |        |        |        |        |        |        | Regina Lemnitz       |
| Cheyenne Jackson       | John Henry Moore                   |        |        |        |        |        |        |        |        |        |        | Jaron Löwenberg      |
| Adina Porter           | Dinah Stevens                      |        |        |        |        |        |        |        |        |        |        | Katrin Zimmermann    |
| Leslie Grossman        | Coco St. Pierre Vanderbilt         |        |        |        |        |        |        |        |        |        |        | Bianca Krahl         |
| Billie Lourd           | Mallory                            |        |        |        |        |        |        |        |        |        |        | Lara Trautmann       |
| Emma Roberts           | Madison Montgomery                 |        |        |        |        |        |        |        |        |        |        | Gabrielle Pietermann |
| Cody Fern              | Michael Langdon                    |        |        |        |        |        |        |        |        |        |        | Jeremias Koschorz    |
| Joan Collins           | Evie Gallant                       |        |        |        |        |        |        |        |        |        |        | Liane Rudolph        |
| Joan Collins           | Bubbles McGee                      |        |        |        |        |        |        |        |        |        |        | Liane Rudolph        |
| Billy Eichner          | Brock                              |        |        |        |        |        |        |        |        |        |        | Florian Hoffmann     |
| Billy Eichner          | Mutt Nutter                        |        |        |        |        |        |        |        |        |        |        | Florian Hoffmann     |
| Jeffrey Bowyer-Chapman | Andre Stevens                      |        |        |        |        |        |        |        |        |        |        | Karlo Hackenberger   |
| Kyle Allen             | Timothy Campbell                   |        |        |        |        |        |        |        |        |        |        | Konrad Bösherz       |
| Jessica Lange          | Constance Langdon                  |        |        |        |        |        |        |        |        |        |        | Karin Buchholz       |
| Lesley Fera            | „Cooperative“-Agentin              |        |        |        |        |        |        |        |        |        |        | Ilka Teichmüller     |
| Frances Conroy         | Myrtle Snow                        |        |        |        |        |        |        |        |        |        |        | Katharina Lopinski   |
| Frances Conroy         | Moira O’Hara                       |        |        |        |        |        |        |        |        |        |        | Katharina Lopinski   |
| Taissa Farmiga         | Zoe Benson                         |        |        |        |        |        |        |        |        |        |        | Luisa Wietzorek      |
| Taissa Farmiga         | Violet Harmon                      |        |        |        |        |        |        |        |        |        |        | Luisa Wietzorek      |
| Stevie Nicks           | Stevie Nicks                       |        |        |        |        |        |        |        |        |        |        | Denise Gorzelanny    |
| Lily Rabe              | Misty Day                          |        |        |        |        |        |        |        |        |        |        | Cathlen Gawlich      |
| Gabourey Sidibe        | Queenie                            |        |        |        |        |        |        |        |        |        |        | Maja Maneiro         |
| Billy Porter           | Behold Chablis                     |        |        |        |        |        |        |        |        |        |        | Florian Halm         |
| Bradley Darryl Wong    | Baldwin Pennypacker                |        |        |        |        |        |        |        |        |        |        | Rainer Fritzsche     |
| Connie Britton         | Vivien Harmon                      |        |        |        |        |        |        |        |        |        |        | Melanie Pukaß        |
| Dylan McDermott        | Dr. Benjamin „Ben“ Harmon          |        |        |        |        |        |        |        |        |        |        | Peter Flechtner      |
| Erika Ervin            | The Fist                           |        |        |        |        |        |        |        |        |        |        | Judith Steinhäuser   |
| Ashley Santos          | Emily                              |        |        |        |        |        |        |        |        |        |        | Marie Hinze          |
| Jon Jon Briones        | Ariel Augustus                     |        |        |        |        |        |        |        |        |        |        | Asad Schwarz         |
| Mena Suvari            | Elizabeth „The Black Dahlia“ Short |        |        |        |        |        |        |        |        |        |        | Julia Ziffer         |
| Naomi Grossman         | Samantha Crowe                     |        |        |        |        |        |        |        |        |        |        | Elke Appelt          |
| Carlo Rota             | Anton Szandor LaVey                |        |        |        |        |        |        |        |        |        |        | Erich Räuker         |
| Sandra Bernhard        | Hohepriesterin Hannah              |        |        |        |        |        |        |        |        |        |        | Traudel Sperber      |
| Harriet Sansom Harris  | Madelyn                            |        |        |        |        |        |        |        |        |        |        | Marianne Groß        |
| Mark Ivanir            | Kaiser Nikolaus II. von Russland   |        |        |        |        |        |        |        |        |        |        | Originalton          |
| Emilia Ares            | Großfürstin Anastasia von Russland |        |        |        |        |        |        |        |        |        |        | Originalton          |
| Angela Bassett         | Marie Laveau                       |        |        |        |        |        |        |        |        |        |        | Anke Reitzenstein    |

## Episoden
Die Erstausstrahlung der achten Staffel war zwischen dem 12. September und 14. November 2018 auf dem US-amerikanischen Kabelsender FX zu sehen. Die deutschsprachige Erstausstrahlung sendete der deutsche Pay-TV-Sender FOX vom 15. November 2018 bis zum 17. Januar 2019.
| Nr. (ges.) | Nr. (St.) | Deutscher Titel          | Originaltitel          | Erstausstrahlung USA | Deutschsprachige Erstausstrahlung (D) | Regie                 | Drehbuch                   | Zuschauer (USA) |
| --- | --------- | ------------------------ | ---------------------- | -------------------- | ------------------------------------- | --------------------- | -------------------------- | --------------- |
| 85 | 1         | Das Ende                 | The End                | 12. Sep. 2018        | 15. Nov. 2018                         | Bradley Buecker       | Ryan Murphy & Brad Falchuk | 3,08 Mio.       |
| Die Milliardärstochter Coco St. Pierre Vanderbilt sitzt mit ihrer persönlichen Assistentin Mallory bei ihrem Friseur Mr. Gallant in Santa Monica, als plötzlich alle per Smartphone-App einen Katastrophenalarm erhalten. Dann meldet sich Cocos Vater mittels Sprachanruf und beschwört, der Alarm sei echt, in etwa einer Stunde werden Atomraketen einschlagen. Er sei mit Frau und Sohn in Hongkong, werde es nicht mehr von dort nach Hause schaffen und es seien in einem Schutzbunker vier Plätze für die Familie reserviert. Auch die Medien vermelden mittlerweile nichts Gutes und sowohl Hongkong als auch London oder Moskau seien bereits zerstört worden. Als rasch die Panik ausbricht, flieht Coco mitsamt ihrem Chauffeur, Mallory, Mr. Gallant und dessen Großmutter Evie in Richtung eines Flugplatzes. Nachdem der Chauffeur mehrere Angestellte des Flugplatzes erschossen hat, die das Flugzeug kapern wollen, wird er von einem von ihnen erschlagen, die anderen Vier können sich jedoch retten und fliegen vor den Augen von Cocos Freund Brock, der es nicht mehr rechtzeitig geschafft hat und die Blondine verflucht, los. Hoch oben über der Stadt fällt den Passagieren auf, dass das Flugzeug komplett auf Autopilot fliegt. Der Schock ist jedoch noch größer, als sie draußen die Raketeneinschläge beobachten. Etwa 40 Minuten vor dem Einschlag sieht man dann die Familie Campbell, die sich wahnsinnig darüber freut, dass der ältere Sohn zum Studium an der UCLA zugelassen wurde. Doch die Freude wird getrübt, als auch sie durch das Fernsehen von der drohenden Katastrophe erfahren. Plötzlich steht eine militärisch aussehende Gruppe vor dem Haus, welche den angehenden Studenten, Timothy, aufgrund seiner „überlegenen DNS“ mitnehmen möchte, welche ihn zum Überleben bestimmt hat. Schweren Herzens lässt seine Familie ihn gehen und er wird in einen Bunker gebracht, wo er auf eine andere Gefangene, Emily, trifft, die aus dem gleichen Grunde wie er verschleppt wurde. Zwei Wochen später werden die beiden mitten in der verseuchten Einöde zu einem anderen Bunker gebracht, zu dem sie das letzte Stück in Strahlenschutzanzügen zurücklegen müssen. Auf dem Gelände patrouillieren Gestalten in Ledermänteln und Gasmasken. Drinnen angekommen, begrüßt sie eine elegante Dame namens Wilhemina Venable in Outpost 3. Dort scheint es sicher zu sein, jedoch gibt es keine Elektrizität. Sie bezeichnet sich als „das Gesicht der Kooperative“, wobei die Kooperative ein mysteriöser Verbund reicher und intelligenter Hintermänner, deren Ziel das Erhalten der menschlichen Rasse nach der nuklearen Katastrophe sei, zu sein scheint. Emily und Timothy wird verboten, Sex zu haben, jedoch wird ihnen auch klargemacht, dass sie zu den Purples gehören, einer Elite, welche Purpur trägt und aufgrund ihrer überlegenen DNS ganz oben steht. Die Greys (wie zum Beispiel die über 2 Meter große Leibwächterin The Fist) dagegen tragen Grau und stehen auf der niedrigsten Stufe des Outposts 3 – sie dienen dankbar den genetisch Überlegenen. Allgemein ist jeder in einem Stil gekleidet, der an das viktorianische Zeitalter erinnert. Beim ersten Abendessen treffen Timothy und Emily auf Coco, Mallory, Mr. Gallant und Evie sowie das schwule Pärchen Stu und Andre und Andres Mutter, die Talkshow-Moderatorin Dinah Stevens. Das „Essen“ besteht hier aus geleeartigen Würfeln, die laut Ms. Venable alle Vitamine enthalten würden, die der Körper benötigt. Darüber hinaus ist es jedem streng verboten, sich nach draußen zu begeben, andernfalls wäre er für immer verbannt. Auch im Gemeinschaftsraum gibt es nicht viel zu tun, das „Radio“ spielt den gleichen Song in Dauerschleife. Als bald das Essen knapp und die Stimmung in der Gruppe immer schlechter wird, erhalten schließlich Wilhemina und ihre rechte Hand Miriam Mead die Nachricht über erhöhte Strahlung im Bunker. Mit einem Geigerzähler werden Stu und Mr. Gallant als die Schuldigen ausgemacht und in eine Dekontaminationskammer gebracht. Während Gallant diverse Hautschichten opfern muss und für „sauber“ befunden wird, ist Stu nach der Desinfektion immer noch „dreckig“ und wird von Ms. Mead erschossen. Miriam erzählt Wilhemina, sie habe „das Töten in ihrer DNS“, schon ihr Vater habe im Vietnamkrieg unzählige Gegner vernichtet. Als Mead und Venable schließlich Stu als spezielles Abendmahl servieren und die Bewohner herausfinden, was sie da essen, kippt die Stimmung. Als dann auch noch ein neues Lied im Radio gespielt wird, dessen Text Hoffnung auf die Ankunft der Kooperative macht, schöpft die Gruppe neue Hoffnung. Doch vergeblich, 18 Monate später hat sich nichts geändert. Schließlich kommt ein Mann namens Michael Langdon, ebenfalls Mitarbeiter der Kooperative, nach Outpost 3, der Wilhemina versichert, er habe einen sichereren und besseren Bunker gefunden als diesen. Er könne alle mitnehmen oder niemanden; wer nicht mitgenommen würde, würde enden wie seine Pferde, mit denen er ankam. Diese werden währenddessen von Ms. Mead, da sie offenbar zu viel Strahlung ausgesetzt waren, im Außenbereich geschlachtet. |           |                          |                        |                      |                                       |                       |                            |                 |
| 86 | 2         | Der Morgen danach        | The Morning After      | 19. Sep. 2018        | 22. Nov. 2018                         | Jennifer Lynch        | James Wong                 | 2,21 Mio.       |
| Emily öffnet ihren Kleiderschrank und wird von mehreren Schlangen erschreckt. Ms. Mead errettet sie, tötet die Schlangen und tischt sie anschließend den Bewohnern zum Essen auf. Das Mahl findet ein jähes Ende, als plötzlich eine lebendige Schlange aus dem Suppentopf kriecht. Dann tritt abermals Michael Langdon in Erscheinung und weist noch einmal auf den Grund seiner Anwesenheit hin. Die anderen drei Outposts wurden vollständig überrannt, auch sechs Bunkern im Ausland sei es genauso ergangen. Mithilfe individueller Befragungen der Anwesenden werde er herausfinden können, wer dazu geeignet wäre, mit ihm zum Sanctuary, einem überfallsicheren Bunker der Kooperative, zu reisen. Mr. Gallant meldet sich freiwillig und das Interview beginnt. Nachdem er gegenüber dem langhaarigen Eindringling seine Homosexualität zugegeben hat, offenbart er außerdem, seine Großmutter Evie zu hassen. Sie habe ihn nie als Person akzeptiert und ihn mehrmals vor anderen Schwulen lächerlich zu machen versucht. Währenddessen kommen sich Emily und Timothy näher; nebenbei offenbart das Mädchen einen Plan, um zu fliehen und sich eigenmächtig zum Sanctuary durchzuschlagen. Auch Mr. Gallant wird intim, allerdings mit einem Unbekannten – dem so genannten Rubber Man, einer geisterhaften Gestalt im Latexanzug, welche Gallant irrtümlicherweise für Langdon hält, dem er bereits beim vorherigen Gespräch offenbart hatte, scharf auf ihn zu sein. Doch Evie beobachtet ihren Enkel angewidert und verrät ihn an Wilhemina. Der Rubber Man hingegen beobachtet von der Decke von Langdons Zimmer aus die beiden verliebten Teenager, die sich an dessen Laptop zu schaffen machen und entdecken, dass dieser einerseits trotz zusammengebrochener Infrastrukturen E-Mails schreiben kann und andererseits über die selbst aufgestellten Regeln Ms. Venables berichtet. Diese beinhalten unter anderem Kopulationsverbot, nur einen Kuss pro Tag, Ausgehverbot und den Tod als Strafe für Vergehen. Jener Langdon stellt inzwischen Ms. Venable wegen ihrer Regeln und bittet anschließend auch sie zum Interview. Anstatt eines Gesprächs muss sich die Frau jedoch ausziehen, doch Michael ist zufrieden, als er ihren Buckel sieht, der den Gebrauch eines Gehstocks erklärt, über den er sich anschließend lustig macht. Ms. Mead informiert dann ihre Partnerin über das Vergehen Gallants und peitscht diesen zur Strafe aus. Die Aktion findet ein Ende, als Venable entdeckt, dass es diesem offenbar Spaß macht, da er eine Erektion bekommen hat. Michael Langdon befreit ihn sodann und entgegnet Gallant auf die Komplimente zum Liebesspiel hin, er sei nicht der Mann im Anzug und würde nicht mal mit ihm Sex haben, wäre er der letzte Mann auf der Welt. Tim und Emily schlafen das erste Mal miteinander und wieder werden sie vom Rubber Man beobachtet. Prompt tritt Ms. Mead ins Zimmer und zerrt die beiden weg. Mr. Gallant und der Latexmann wollen es noch mal wissen, doch diesmal sticht der Friseur wie besessen auf seinen Bettgespielen ein, immer noch in dem Glauben, er sei Langdon. Dieser erscheint wie gerufen im Raum und als Gallant wieder den Blick aufs Bett richtet, liegt dort auf einmal seine Großmutter. Obwohl er aufgrund deren Verrats und anschließender Hassgeständnisse ihren Tod gewünscht hatte, sitzt der Schock tief. Tim entzieht sich durch Überwältigung eines von Meads Schergen der Bestrafung, zieht dessen Waffe und schießt einmal auf sie. Ms. Mead flüchtet sich in Schmerzen aus dem Raum. Doch aus ihrer Wunde tritt anstatt menschlichen Blutes nur eine gelbliche Flüssigkeit aus, statt Knochen und Fleisches sieht man nur Drähte. |           |                          |                        |                      |                                       |                       |                            |                 |
| 87 | 3         | Die verbotene Frucht     | Forbidden Fruit        | 26. Sep. 2018        | 29. Nov. 2018                         | Loni Peristere        | Manny Coto                 | 1,95 Mio.       |
| Michael fährt mit den Interviews fort. Die beiden Teenager informiert er, dass er die Sache mit Wilhemina und Miriam geklärt hat. Mit Gallant spinnt er die Story, dessen Großmutter sei friedlich im Schlaf gestorben. Von Mallory will er wissen, wer sie wirklich sei und ob sie ihre eigenen Abgründe kenne. Als sich diese zu sehr bedrängt fühlt, stößt sie ihn mithilfe einer Art Schockwelle weg, was Langdon dazu veranlasst, sich Mallory kurz in seiner wahren Form, der eines Dämons, zu zeigen. Als Reaktion darauf lässt Mallory, offenbar mit telekinetischen Fähigkeiten ausgestattet, Flammen aus dem Kamin hinter dem Mann züngeln. Im Anschluss daran sucht Langdon inmitten eines Pentagramms und aus selbst zugefügten Wunden blutend Rat bei seinem „Vater“, um ihn zu leiten. Offenbar hatte er vor, „alle zu töten“, doch „einer“ habe überlebt. Mead erzählt Wilhemina, die darüber Bescheid weiß, dass diese ein Cyborg ist, von ihren programmierten Erinnerungen. So habe sie sich bereits als „Kind“ als Rosie, der Roboter aus der Cartoonserie Die Jetsons, zu Halloween verkleidet. Ein paar Jahre später sah sie zum ersten Mal, wieder an Halloween, Rosemary’s Baby und erneut am 31. Oktober habe sie als Agentin des Mossads ihren ersten Mord begangen. Sie befürchtet, nicht mit zum Sanctuary genommen zu werden und auch Wilhemina wurde bereits darüber in Kenntnis gesetzt, dass sie bis zu ihrem Tod in Outpost 3 verbleiben müsse. Die beiden entschließen sich, sich ihrer lästigen Konkurrenten zu entledigen. Im Ödland nahe dem Bunker tritt auf einmal Brock, der den Fallout überlebt hat – jedoch unter anderem an Krebs, Wucherungen, Haarausfall und der Strahlenkrankheit leidet – in Erscheinung und wehrt den Angriff einiger Kannibalen ab. Als wie aus dem Nichts eine herrenlose Kutsche vorbei kommt, schnallt er sich an deren Boden fest und fährt damit direkt zu Outpost 3. Dort wird der Alarm ausgelöst und Ms. Mead und The Fist gehen nachsehen. Sie bergen aus der Kutsche, die offenbar von der Kooperative kommt, eine Kiste voll reifer Äpfel. Während The Fist sich um die Pferde kümmern soll, fasst Mead gemeinsam mit ihrer Partnerin den Entschluss, die Äpfel zu vergiften und im Rahmen einer Halloween-Party an die Bewohner zu verschenken. Brock ersticht die Leibwächterin hinterrücks und gelangt mithilfe ihrer Zugangskarte in den Bunker. Dort gibt Venable bekannt, zu Halloween einen Maskenball zu feiern. Coco denkt, die Feier könnte dazu dienen, die „Sieger“ im Rennen um Plätze im Sanctuary bekannt zu geben. Während sich Gallant um ihre Frisur kümmert, verspottet sie Mallory. Der Spott wird noch schlimmer, als diese von ihren Kräften erzählt, sie jedoch nicht vor den beiden anderen demonstrieren kann. Auf der Feier tanzt ein vollständig maskierter, großer Mann mit Coco, die denkt, es handele sich um Langdon. Sie bietet ihm an, mit auf ihr Zimmer zu gehen, um einen Rim-Job zu bekommen. Als sie gerade loslegen will, demaskiert sich Brock und sticht seiner Ex nach deren scheinheiligen Mitleidsbekundungen in den Schädel. Die restlichen Bewohner brechen alle unter den Augen von Wilhemina und Miriam unter Krämpfen und sich erbrechend zusammen, nachdem sie die mit Schlangengift präparierten Äpfel zu sich genommen haben. Anschließend wollen sie sich um Langdon kümmern, der den Braten riecht und Venable beschwichtigt, sie sei perfekt für den neuen Bunker geeignet. Venable will den Cyborg dazu bringen, den Mann zu erschießen, doch mittels seiner Kräften lenkt Langdon die Waffe auf Venable und diese fängt sich schließlich selbst eine Kugel ein. Langdon erklärt Miriam, sie sei nach dem Vorbild einer ihm aus seiner Kindheit sehr wichtigen Person hergestellt worden und dass sie die einzige „Frau“ sei, die ihn je verstanden habe. Die drei Hexen Cordelia, Madison und Myrtle treffen auf einmal im Bunker ein und erwecken ihre „Schwestern“ Coco, Dinah und Mallory wieder zum Leben. Letztere scheint geschockt, als sich Madison an die „Schlampe“ wendet, die dachte, sie „zum letzten Mal gesehen zu haben“. |           |                          |                        |                      |                                       |                       |                            |                 |
| 88 | 4         | Könnte es... Satan sein? | Could It Be… Satan?    | 3. Okt. 2018         | 6. Dez. 2018                          | Sheree Folkson        | Tim Minear                 | 2,02 Mio.       |
| Michael Langdon erzählt Ms. Mead die Geschichte der echten Miriam Mead, einer Satanistin, welche ihn unter ihre Fittiche genommen hatte und nach deren Vorbild der Cyborg entworfen worden war. In einem anderen Bereich von Outpost 3 klären die drei Hexen Mallory und Coco darüber auf, dass sie mit Schutzzaubern belegt worden seien, um die Erinnerungen an ihre wahren Persönlichkeiten zu blockieren. Langdon erscheint und sagt den Hexen den Kampf an. Drei Jahre vor der nuklearen Katastrophe befindet sich in Outpost 3 noch die Hawthorne School for Exceptional Young Men (Hawthorne-Schule für außergewöhnliche junge Männer), welche von den Hexenmeistern Behold Chablis, John Henry Moore, Ariel Augustus und Baldwin Pennypacker geführt wird. Die Männer bekommen ein Video zugespielt, das einen jungen Michael Langdon während eines Verhörs zeigt, der scheinbar nur mit Kraft seiner Gedanken den sadistischen Detective grausam hinrichtet. Ariel sieht in ihm einen potenziellen Alpha-Meister, wohingegen Moore lediglich von Befall durch einen Dämon ausgeht. Ariel befreit Michael, der mithilfe telekinetischer Fähigkeiten einen Metzger, der seine Ziehmutter Miriam beleidigt hatte, erstach, und fährt mit ihm zur Hawthorne School. Dort soll er sich bereits nach einem Monat in drei Tests beweisen. Erst birgt er mühelos ein Buch aus einem Spiegel, dann entflieht er Pennypackers Attacken per Teleportation und schließlich verwandelt er die im Raum befindlichen Wassermoleküle zu Schneeflocken. Alle Hexenmeister sind beeindruckt und obwohl sie inmitten der Kälte beinahe erfroren wären, wittern sie die Chance auf einen Alpha-Meister, mit dessen Hilfe sie sich endlich mit den weiblichen Hexen messen könnten. Dies wird den Hexen Cordelia, Myrtle und Zoe zugetragen, die sich sodann auf den Weg zur Schule machen. Cordelia soll Langdon dem so genannten Test der sieben Wunder unterziehen, um das wahre Ausmaß seiner Kräfte unter Beweis zu stellen, doch diese lehnt ab und verweist auf den Tod einer ihrer jungen Mitstreiterinnen, Misty Day, während dieser Prüfung. Die Hexenmeister kontern mit Cordelias Versagen, als sie die Hexe Queenie aus den Fängen des Geistes von James Patrick March aus dem Hotel Cortez hatte befreien wollen. Im Prinzip ist das Hotel jedoch nur eine Version der Hölle, in der die tote Queenie auf ewig dazu verdammt ist, mit March Gin Rummy zu spielen. Doch Langdon schafft es tatsächlich, die dämonischen Barrieren zu durchbrechen und Queenie aus der Unterwelt zurückzuholen. Ebenso befreit er Madison Montgomery, welche sich auf ewig mit einer nie enden wollenden Schlange an erbosten Kunden in der Retourenabteilung eines Warenhauses innerhalb ihrer persönlichen Hölle plagen muss. Als die drei Oberhexen Outpost 3 wieder verlassen wollen, treffen sie auf Langdon, der von Queenie und Madison begleitet wird. Geschockt ob der Leistung Langdons fällt Cordelia in Ohnmacht. |           |                          |                        |                      |                                       |                       |                            |                 |
| 89 | 5         | Der Wunderknabe          | Boy Wonder             | 10. Okt. 2018        | 13. Dez. 2018                         | Gwyneth Horder-Payton | John J. Gray               | 2,12 Mio.       |
| Cordelia erwacht in der Hawthorne School aus ihrer Ohnmacht, nachdem sie einen Alptraum hatte. Darin befindet sie sich, umgeben von Nebel, in den Trümmern der zerstörten Miss Robichaux's Academy und wird von Zombies zu Tode gebissen, während ein Mann mit einem dämonischen, weißen Gesicht lachend zuschaut. Den Alptraum deutet Cordelia als eine düstere Vision, für die sie gewappnet sein möchte, weshalb sie letztendlich doch zusagt, Langdon den Test der sieben Wunder absolvieren zu lassen. Während der Vorbereitungen für den Test bittet Myrtle Cordelia inständig, diesen vorübergehend zu verschieben. Sie werden jedoch von Mallory unterbrochen, die das Eintreffen von Coco, deren Vater die Akademie großzügig mit Spenden bedenkt, ankündigt. Coco schätzt ihre Kräfte als nutzlos ein, da sie lediglich spüren kann, ob sich in bestimmten Speisen Gluten befindet. Cordelia ermutigt sie, in ihrer Akademie zu bleiben, während in der Zwischenzeit die Hexenmeister Langdon mit einem Ritual viel Glück für den bevorstehenden Test wünschen. John Henry Moore, der einzige Hexenmeister, der eine von Michael ausgehende böse Aura verspürt, macht sich heimlich auf den Weg zur Hexenakademie, um Cordelia vor Langdon zu warnen, und kann auch von Behold nicht aufgehalten werden. Während der Fahrt hält er an einer Selbstbedienungs-Tankstelle an, an der kurze Zeit später auch Miriam Mead eintrifft. Mithilfe eines Ablenkungsmanövers kann sie dem Mann die Achillesfersen und die Kehle durchschneiden. Anschließend übergießt sie ihn mit Benzin und setzt ihn in Brand. Sie trifft sich mit Langdon und erzählt ihm von ihrer Tat, die sie begangen hat, damit sich niemand Langdons Plan in den Weg stellt, die Weltherrschaft an sich zu reißen. Ariel gesellt sich schließlich zu ihnen, der Moores Tod ebenfalls befürwortet hat. Doch anders als bei Miriam bestehen seine Motive einzig und allein darin, endlich einen männlichen Obersten an der Macht sehen zu wollen. Langdon tritt schließlich den Test der sieben Wunder an. Im Format eines Stummfilms wird gezeigt, wie Langdon die Vollbringung der ersten sechs Wunder mit Bravour demonstriert. Cordelia verlangt bei der Vollführung des letzten Wunders, des Descensums, dass Langdon die Hexe Misty Day aus ihrer persönlichen Hölle zurück ins Leben holen soll. Dort ist diese dazu verdammt, auf ewig in einem Klassenraum Frösche zu sezieren, die sie unter lautem Protest des Lehrers unter Tränen immer wieder zum Leben erweckt. Die Hexenmeister erheben Einspruch, da die Forderung die eigentlichen Ansprüche übersteigt. Ariel bittet Cordelia um ein Gespräch unter vier Augen, woraufhin eine hitzige Diskussion zwischen den beiden entbrennt. Langdon schreitet ein und akzeptiert Cordelias Forderung. Am Ende gelingt es Langdon tatsächlich, Misty Day zurück ins Diesseits zu holen. Inmitten der Freude, Misty Day wiederzusehen, fängt Cordelia plötzlich an aus der Nase zu bluten, was eine Folge ihrer schwindenden Macht als Oberste ist. Noch bevor Cordelia laut aussprechen kann, dass Langdon der nächste Oberste ist, fällt sie in Ohnmacht. Sie erholt sich schnell wieder und wird von Misty Day darauf aufmerksam gemacht, dass mit Langdon etwas nicht stimmt. Stevie Nicks erscheint auf der Bildfläche und singt ein Misty gewidmetes Lied. Cordelia nutzt die Ablenkung als Chance, Madison damit zu beauftragen, alles über Langdon herauszufinden. Behold lauscht dem Gespräch, doch anstatt sie zu verraten, möchte er Madison begleiten, da auch er ein ungutes Gefühl gegenüber Langdon empfindet. Beide sollen ihre Ermittlungen in einem bestimmten Haus anfangen – dem der Familie Langdon. |           |                          |                        |                      |                                       |                       |                            |                 |
| 90 | 6         | Wie alles begann         | Return to Murder House | 17. Okt. 2018        | 20. Dez. 2018                         | Sarah Paulson         | Crystal Liu                | 2,01 Mio.       |
| Madison und Behold treten als frisch verheiratetes Paar auf und kaufen das Langdon-Haus. In dessen Innern, wo über die Jahre 36 Menschen zu Tode kamen, nehmen sie sofort die Präsenz paranormaler Aktivitäten wahr. Mithilfe eines Zaubers gelingt es ihnen, ansonsten unsichtbare Geister Verstorbener sichtbar zu machen. So treffen sie im Wohnzimmer auf die Geister von Tate Langdon und Dr. Ben Harmon. Tate und Ben führen immer noch therapeutische Gespräche, Tates Hauptproblem besteht darin, dass Bens Tochter Violet, die er begehrt, ihn ignoriert. Behold und Madison offenbaren ihnen gegenüber ihre wahren Motive, möglichst viel über die Herkunft Michael Langdons herauszufinden. Tate warnt die beiden, das Haus schnellstens wieder zu verlassen. Wie zur Bestätigung wird Madison von einem deformierten Jungen, Tates Bruder Beauregard, attackiert, jedoch vom Medium Billie Dean Howard gerettet. Diese behauptet, eine der wenigen Personen zu sein, die das Haus nach Belieben betreten und verlassen und mit den darin befindlichen Seelen kommunizieren können. Diesen Anspruch erhebt auch die „wahre Besitzerin“ des Hauses, der Geist von Constance, Tates und Beauregards Mutter, die ihre Zeit mit Trinken und Rauchen verbringt und sich gerne mit der Haushälterin Moira O’Hara zankt. Billie Dean verweigert sich, über Michael zu reden, doch Constance willigt ein, unter der Bedingung, dass Madison es schafft, den Geist der als Haushälterin unfähigen Moira aus dem Haus zu vertreiben. Behold exhumiert Moiras Überreste aus dem Garten und bettet sie in ein Grab auf einem Friedhof. Dort trifft Moira nun endlich wieder mit ihrer Mutter, der sie einst an Halloween Sterbehilfe geleistet hatte, zusammen. Constance erzählt nun die Geschichte ihres Enkels, des Sohns von Tate, namens Michael. Dieser sei das Produkt einer Zusammenkunft von Tate und der Frau des Psychiaters Dr. Harmon, Vivien, die bei der Geburt starb. Direkt nach der Geburt hatte sich Constance des Jungen angenommen und ihn großgezogen, dankbar über eine neue Chance nach dem Tode ihrer vier Kinder. Doch der kleine Michael zeigte bereits früh psychopathische Tendenzen auf, die mit dem Quälen kleiner Tiere begann und schließlich, im Alter von erst drei Jahren, im Mord seines Kindermädchens gipfelte. Eines Nachts alterte der Kleine plötzlich um zehn Jahre und befand sich fortan im Körper eines Jugendlichen. Doch auch dies ließ ihn seine Aggressionen nicht unter Kontrolle bekommen, nun versuchte er sogar seiner Groß- und Ziehmutter zu Leibe zu rücken und diese im Schlaf zu erwürgen. Ein anschließend konsultierter Priester, der Michael helfen sollte, starb ebenfalls durch dessen Hand. Verbittert über ihre zerstörten Träume von einer idyllischen Mutterschaft, nahm sich Constance im Langdon-Haus mit einer Überdosis Medikamente das Leben und traf nun wieder mit ihren Kindern Tate, Beauregard und Adelaide zusammen. Im Gespräch mit dem Geiste Ben Harmons, der nicht mehr mit seiner Frau spricht und häufig weinend masturbiert, erfahren Madison und Behold, dass Constances Tod scheinbar einen Wendepunkt im Leben Michaels darstellte. Dieser habe sich als Konsequenz daraus bei ihm, Ben, als Patient vorgestellt. Daraus entwickelte sich eine Vater-Sohn-ähnliche Beziehung, die jedoch regelmäßig von Tate torpediert wurde. Die dadurch verursachte Frustration auf Seiten Michaels äußerte sich nun zum Beispiel im Verstümmeln des Geistes der als The Black Dahlia (schwarze Dahlie) bekannt gewordenen Elizabeth Short und der Ermordung zweier neuer Bewohner des Hauses im Anzug des Rubber Man. Anschließend beendete Ben die Arbeit mit Michael. Der Geist von Vivien tritt in Erscheinung und betont, dass sie ihrem Mann nie verzeihen konnte, eine Bindung mit Michael eingegangen zu sein. Trotzdem kommen sich die beiden wieder näher und Vivien betont, ihr Sohn Jeffery brauche seinen Vater. Dann zitiert sie eine Passage aus der Offenbarung des Johannes, die vom Biest aus dem Meer handelt, um Michaels wahres Wesen zu beschreiben. Weiter sei es eines Nachts im Haus zu einem Vorfall mit Satanismusanhängern gekommen. So seien Miriam Mead und eine weitere satanistische Kardinalin, Samantha Crowe, unter Führung des Church-of-Satan-Gründers Anton Szandor LaVey erschienen, um Michael zu treffen. Sie haben an einer Bushaltestelle eine junge Frau entführt, deren Herz sie im Rahmen einer schwarzen Messe entnahmen und Michael als Opfergabe gereicht haben. Michael verspeiste es und fühlte sich seinem „Vater“, Satan, sehr nahe. Als Vivien ihren Sohn schließlich töten wollte, musste Tate sie vor dem mächtigen Michael retten, der sie mit Feuer attackierte. Jener Michael ist laut Vivien kein Hexenmeister, sondern die buchstäbliche Verkörperung des Antichristen, welcher die Apokalypse über die Erde bringen würde. Madison und Behold machen sich mit ihren Erkenntnissen zurück zu Cordelia auf, nachdem Madison Violet mithilfe von Erinnerungen Tate endlich wieder näher bringt.                                                                                                  |           |                          |                        |                      |                                       |                       |                            |                 |
| 91 | 7         | Verräter                 | Traitor                | 24. Okt. 2018        | 27. Dez. 2018                         | Jennifer Lynch        | Adam Penn                  | 1,85 Mio.       |
| Die Voodoo-Priesterin Dinah Stevens kann dabei beobachtet werden, wie sie im Rahmen eines Rituals einer Frau das Herz rausreißt. Dies bringt sie einer betrogenen Ehefrau, die sie dafür bezahlt hatte, da die Tote mit ihrem Ehemann fremdgegangen war. Dinah steckt das Herz und Fußnägel der Ehefrau in einen Mixer und zwingt anschließend den gefesselten Ehemann zum Trinken der Tinktur. Fortan soll er nur noch von seiner eigenen Frau erregt werden. Draußen bei ihrem Auto taucht auf einmal Cordelia auf. Sie bittet Dinah um Hilfe bei der Beschwörung des Loas Papa Legba, um Michael zu stoppen. Für die Bezahlung von 100.000 Dollar sagt die Voodoo-Priesterin zu. Am Set eines Slasher-Films wird die Hexe Bubbles McGee während der Drehpause von Madison aufgesucht. Diese bittet die Schauspielerin um eine Rückkehr zum Hexenzirkel, da man dringend ihre Kräfte – Bubbles kann Gedanken lesen – benötige. Bei einem anschließenden Essen, bei dem auch Myrtle dabei ist, stellt die alte Dame gleich ihr Können unter Beweis. So soll sie nun auch bei Ariel Augustus verfahren, um herauszufinden, was die Hexenmeister vorhaben. Dinah und Cordelia beschwören Papa Legba und der Geist aus der Hölle erscheint im Raum. Bei ihm ist auch die Seele der toten Hexe Nan, der es dort sichtlich Spaß macht. Die Hexe bittet Legba um Hilfe beim Stellen einer Falle für Michael, um diesen auf ewig in die Hölle verbannen zu können. Legba verlangt jedoch als Gegenleistung mehr Seelen, genauer, die Seelen von Cordelias Schwestern. Diese lehnt ab und Legba verschwindet genervt. Dinah ist außer sich und warnt Cordelia davor, den Geist zu erzürnen: Als Konsequenz aus ihrem Versagen werden nun nicht nur ihre Mädchen sterben, sondern auch der Rest der Menschheit mit ihnen. Coco entdeckt indes eine neue Fähigkeit. Sie kann nun den Energiegehalt von Süßspeisen genau erraten. Nach einigen erfolgreichen Tests verspeist sie schließlich einen „Schneeball“, beginnt jedoch plötzlich zu würgen und droht zu ersticken. Mallory nutzt ihre Fähigkeiten, um Cocos Hals zu öffnen, entfernt die Süßigkeit und rettet ihrer Freundin so das Leben. Cordelia wird schwächer und lässt sich von der Junghexe Zoe auf ihr Zimmer bringen. Diese vermutet, nachdem sie gesehen hat, wessen Mallory fähig ist, dass diese verantwortlich dafür ist, dass Cordelias Kräfte schwinden. Myrtle und Bubbles treffen sich mit Baldwin und Ariel zum Abendessen. Bubbles liest die Gedanken der Hexer und erfährt so vom geplanten Tode John Henry Moores und weitere Pläne für den Tod aller Hexen. Behold isst seinerseits mit den restlichen Hexen zu Abend und sichert ihnen seine Loyalität zu. Im Anschluss begibt sich der Zirkel zur Tankstelle, wo Moore verbrannt wurde. Mit vereinten Kräften holen sie seine Asche, die bereits der Wind verstreut hatte, zurück. Schließlich schafft es Mallory, als finale Prüfung ihres Tests der sieben Wunder, Moore wieder aus dem Jenseits zurückzuholen. Coco wird dann beauftragt, Miriam Mead ausfindig zu machen, um sie ihrer Strafe zuzuführen. Im Supermarkt, wo die Satanistin regelmäßig Fleisch kauft, wird Coco fündig und konfrontiert Mead an deren Wagen. Doch Miriam ist vorbereitet und setzt die Hexe mithilfe einer Betäubungswaffe außer Gefecht. Trotz allem tauchen plötzlich zwei Männer auf, die Mead entführen und in ihren Van werfen. In der Wüste werden dann Mead und die beiden Hexenmeister für ihren Verrat bestraft. An Pfähle gebunden, werden sie bei lebendigem Leibe verbrannt. |           |                          |                        |                      |                                       |                       |                            |                 |
| 92 | 8         | Zwischenhalt             | Sojourn                | 31. Okt. 2018        | 3. Jan. 2019                          | Bradley Buecker       | Josh Green                 | 1,63 Mio.       |
| Michael trifft am Ort der Verbrennungen ein. Durch Berührung der Leichen erschließen sich ihm deren Identitäten. Tief getroffen vom Tod seiner Ziehmutter Miriam, wird er von Cordelia in seiner Trauer gestört. Diese bietet ihm an, ihm zu helfen, wieder auf den rechten Weg und nicht den seines „Vaters“ zu geraten. Michael lehnt ab und droht Cordelia und allen anderen Hexen mit dem Tode. Anschließend wandert er ziellos durch die Wälder und lässt sich schließlich auf dem Waldboden nieder. Inmitten eines in den Staub gemalten Pentagramms ersucht er Satan um Hilfe. Nach vier Tagen suchen ihn Erscheinungen wie Kinder, die ihm Nahrungsmittel anbieten wollen, LaVey oder ein Engel heim. Dann erscheint ihm ein Geißbock, welchen er tötet und aus dessen Leib daraufhin Schlangen kriechen. Zurück in der Stadt geht seine ziellose Wanderung weiter. Als er an einer Hauswand ein invertiertes Kreuz erblickt, begibt er sich in den dazugehörigen Hauseingang und landet schließlich in einer satanischen Kirche. Dort ist gerade die Hohepriesterin Hannah dabei, ihre Anhänger zu gewalttätigen Straftaten zu motivieren, um die Ankunft des Antichristen zu provozieren. Inmitten der Satanisten befindet sich auch die alleinstehende Madelyn, die Michael im Anschluss an die Messe mit zu sich nach Hause nimmt. Dort soll er mithilfe warmer Speisen wieder zu Kräften kommen. Madelyn schildert Langdon ihre Sicht auf den Satanismus und offenbart, ihre Seele an Satan verkauft zu haben und seitdem alles im Leben zu haben, was sie brauche. Michael erzählt von seiner schwierigen Beziehung zu seinen Eltern und macht sich anschließend über die Ansichten der Frau lustig. Als diese ihn mit einem Messer an der Kehle bedroht, erblickt sie plötzlich das Mal hinter seinem Ohr, die Zahl des Tieres. Madelyn erkennt in dem jungen Mann ihren Herrn und Meister und fällt ehrfürchtig auf die Knie. Während einer schwarzen Messe in der Kirche soll dem Neuling Phil die Ehre zuteilwerden, zwei auserwählte Opfer zu töten, eine Sozialarbeiterin und einen Arzt ohne Grenzen. Doch Madelyn betritt in Begleitung des leibhaftigen Antichristen die Kirche und nachdem auch die Hohepriesterin das Mal gesehen hat, darf Michael die beiden mit Kehlenschnitten opfern. Beim anschließenden Abendessen, wo jeder darauf erpicht ist, den Meister von seinen Speisen verköstigt zu sehen, versichert Madelyn Michael, ihm von nun an auf ewig zu Diensten zu stehen. Doch der lehnt ab und will einfach nur seine Ziehmutter Mead zurück. Zufälligerweise kann Madelyn helfen und zusammen begeben sie sich sodann in ihrem Cabrio zu einem von zwei Satanisten, Jeff und Mutt, geführten Labor für Robotik. Die beiden jungen Männer sind längst reich, haben regelmäßig Sex mit Victoria’s Secret-Models und werden von ihrer persönlichen Assistentin Wilhemina Venable stets mit genug Kokain versorgt. Nebenbei entwickeln sie Roboter, beispielsweise auch ausgestattet mit unermüdlichen Masturbationsfähigkeiten. Michael, der entsetzt ist von der Respektlosigkeit der beiden Männer, will nach dem Kennenlernen bereits wieder gehen. Doch nachdem er eine attraktive Frau, die sich mit in einem der Labore befindet, in Flammen aufgehen und zu Asche zerfallen lässt, knien die Entwickler nieder und erkennen Langdon als ihren Meister an. Mithilfe eines Fotos und vieler persönlicher Informationen schaffen die beiden es schließlich, einen beinahe perfekten Klon der echten Miriam Mead zu entwickeln. Als der Cyborg sich von der Metallbahre erhebt, erkennt die „wiedererweckte“ Miriam Mead ihren Ziehsohn Michael gleich glücklich wieder. |           |                          |                        |                      |                                       |                       |                            |                 |
| 93 | 9         | Feuer und Herrschaft     | Fire and Reign         | 7. Nov. 2018         | 10. Jan. 2019                         | Jennifer Arnold       | Asha Michelle Wilson       | 1,65 Mio.       |
| Jeff und Mutt lassen sich über die Dummheit der Menschen in der Welt aus. Ihr Drang danach, die Erde zu zerstören, wird immer größer und so fassen sie den Plan, eine nukleare Katastrophe zu provozieren. Als Mitglieder der „Cooperative“, eines Bundes von Reichen, Mächtigen, Militärbefehlshabern und Staatschefs, fühlen sie sich durch den Bau unterirdischer Schutzbunker für die Zeit nach der Apokalypse gewappnet. Währenddessen begibt sich Michael, getrieben von Rache, zum Haus des Hexenzirkels. Voodoopriesterin Dinah ist bei ihm und kann mithilfe ihrer magischen Kräfte den Schutzzauber, der das Haus umgibt, entfernen, so dass Michael und Mead heineingelangen können. Da es Dinah nur auf eine möglichst lukrative Gegenleistung ankommt, arbeitet sie nun auch gegen die Hexen, da Michael ihr nach dem Verkauf ihrer Seele an seinen „Vater“ eine 13-teilige Talkshow im Fernsehen zugesichert hatte. Im Haus tötet Mead mithilfe eines Maschinengewehraufsatzes in einem ihrer Arme Zoe, Queenie, Bubbles und alle anderen Nachwuchshexen. Doch die wirklich wichtigen Ziele – Cordelia, Myrtle, Madison, Coco und Mallory – können aus dem Hause fliehen. Als sich Michael erbost über diese Tatsache zeigt, wittern Jeff und Mutt ihre Chance. Sie können Mead steuern und per Computerbefehl auch ihre Sprachausgabe anzapfen, wovon Michael nichts weiß. Mit Mead als Sprachrohr bringen sie Michael dazu, sich mit ihnen zu treffen, um zusammen einen Plan zur Zerstörung der Welt zu schmieden. Im Laborkomplex angekommen, klären die beiden Wissenschaftler den Antichristen über die „Kooperative“ auf, welche als Nachfolger des Geheimbundes der Illuminaten fungiert, nachdem alle seine Mitglieder Satan ihre Seele verkauft hatten. Und auch Venable, die nach ihrer aufopferungsvollen Arbeit eigentlich kündigen wollte, wird von den beiden Milliardären eingespannt. Sie erklären ihr, sie werde eine ganz besondere Rolle einnehmen dürfen – als Hauptverantwortliche für all die „Outposts“ des Bundes in der Zeit nach den Bomben, wobei sie ihre eigenen Regeln aufstellen dürfe. Die überlebenden Hexen haben sich in den Sümpfen Louisianas in eine Hütte zurückgezogen, die ihrer Gefährtin Misty Day gehört. Cordelia versucht, Zoe und Queenie wieder ins Diesseits zu holen, doch es gelingt ihr nicht. Madison klärt sie darüber auf, dass Langdon die Kraft besitzt, die Seelen Verstorbener auszulöschen und so eine Wiederbelebung unmöglich zu machen. Cordelia zeigt sich wütend, wird aber von Myrtle unterbrochen, die noch eine Idee hat. Mithilfe einer Zeitreise könnte es einer sehr starken Hexe, in diesem Fall Mallory, gelingen, den Tod der Hexen zu verhindern. Jedoch sei dieses Unterfangen sehr gefährlich und es bestehe die Möglichkeit, dass die Zeitreisende nicht mehr wiederkehre. Dann erzählt sie die Geschichte der Zarenfamilie um Nikolaus II. von Russland. Im Juli 1918 war die Familie unter Hausarrest stehend in den Keller des Ipatjew-Hauses in Jekaterinburg gebracht und von Bolschewiki-Soldaten ermordet worden. Die jüngste Tochter, Anastasia, sei eine Hexe gewesen und habe unter Einsatz ihrer magischen Kräfte vergeblich versucht, das Massaker zu verhindern. Mallory schafft es, in der Zeit zurückzureisen und Anastasia zu helfen. Doch die Kugeln der Soldaten können nur kurze Zeit zurückgehalten werden und alle Anwesenden sterben. Mallory kehrt schwer gezeichnet zurück und Cordelia vermutet, durch ihren Tod könnte Mallory endlich noch stärker werden und so letztendlich auch ihre Schwestern zurückholen. Trotz allem reisen sie nach Kalifornien, um die verbliebenen Hexenmeister Behold und John Henry zu konsultieren. Im Bunker machen sie jedoch eine grausige Entdeckung. Behold, John Henry und all ihre Schüler wurden massakriert und ihre Leichen, vermutlich von Langdon und Mead, in Form eines Pentagramms angeordnet. Langdon und Mead treffen sich hingegen mit den Mitgliedern des Ordens, welche er an ihr Geschäft mit seinem „Vater“ erinnert. Er lässt nun Miriam Broschüren austeilen, welche die Anwesenden für die Zeit nach den Bomben schulen sollen, er beginnt mit dem Kapitel über den Bau unterirdischer Schutzbunker. |           |                          |                        |                      |                                       |                       |                            |                 |
| 94 | 10        | Apocalypse... then       | Apocalypse Then        | 14. Nov. 2018        | 17. Jan. 2019                         | Bradley Buecker       | Ryan Murphy & Brad Falchuk | 1,83 Mio.       |
| 2017 Myrtle infiltriert die Laboreinrichtung von Jeff und Mutt problemlos mithilfe ihrer Fähigkeiten und überrascht die beiden Männer dabei, wie sie gerade eine Belegungsliste ihrer drei Außenposten anfertigen. Myrtle bringt sie unter Zwang dazu, Coco und ihrer Familie Plätze im Outpost 3 zu reservieren. Zurück in Mistys Hütte werden Coco und Mallory auf ihre kommenden Aufgaben vorbereitet. So soll die Anwesenheit von Cocos Familie im Outpost 3 vor allem Mallorys Überleben sichern, um Michael zu stoppen. Coco und Mallory werden mit einem Identitätszauber belegt, welcher sie vergessen lässt, dass sie Hexen sind und auch Michael ihre wahren Identitäten nicht erkennen lassen soll. Fortan befindet sich Coco wieder in der Rolle der verwöhnten Milliardärstochter mit Mallory als persönlicher Assistentin. Ihre Uber-Chauffeurin Madison, welche sie nun nicht mehr kennen, fährt sie zu Gallants Frisiersalon, wo Coco auch ihren zukünftigen Freund Brock kennenlernt. Vor dem Salon sieht Madison auf einem Bus eine Werbung für Dinahs neue Talkshow. Sie informiert Myrtle und Cordelia, doch die Anführerin der Hexen will Michael nicht durch etwaige Racheakte gegen Dinah unnötig auf den Zirkel aufmerksam machen. 2021 Die drei Hexen überleben, unter der Erde eingegraben, die Bomben. Wie bereits bekannt, begeben sie sich zum Outpost 3, erwecken ihre Schwestern und Dinah wieder zum Leben, nehmen den Bann von Coco und Mallory und werden von Michael und Mead gestört. Dann betritt Marie Laveau den Raum, welche nach dem Tausch von Dinahs Seele von Papa Legba aus der Hölle zurückgeschickt worden war. Marie, die vor ihrem Tod die Voodoo-Königin war, rächt sich an ihrer Mörderin Dinah und schlitzt ihr mit einer Machete die Kehle auf. Cordelia nutzt die allgemeine Überraschung und bringt mit einem Zauber Mead zur Explosion. Michael wird durch den Rückstoß von den Beinen geholt und liegt trauernd neben dem Cyborg. Madison nimmt Meads Maschinengewehraufsatz an sich und feuert eine Salve auf Michael, der dadurch erst einmal außer Gefecht ist. Schnell schneidet Cordelia eine Strähne seines Haars ab und begibt sich mit den anderen Hexen an einen sicheren Ort im Bunker, um das Ritual für Mallorys Zeitreise zu starten. Doch plötzlich taucht Brock auf und versetzt Mallory einen Stich in den Bauch. Die wütende Myrtle lässt ihn in Flammen aufgehen und der verbrennende Brock stürzt nach unten in den Wohnraum, wo er neben Madison aufschlägt. Diese Ablenkung nutzt der mittlerweile wieder stehende Michael, um die Frau mittels eines explodierenden Schädels zurück in ihre persönliche Hölle zu schicken. Auf dem Weg zu Cordelia, Myrtle und Mallory stellt sich dem Antichristen Marie in den Weg, welcher er die Bauchdecke öffnet, anschließend das Herz herausreißt und es verspeist. Auch Coco muss sterben: Ihr bricht er per Telekinese das Genick. Mallory, die dem Tode nahe ist, ist zu schwach für die Zeitreise und so weiß Cordelia, was nun zu tun ist. Ein Messer, das Coco vorher Michael in den Rücken gerammt hatte und welches dieser nun in der Hand hält, wandert per Telekinese in ihre eigene Hand und nach einem Stich ins eigene Herz stürzt sie in den Tod. Während Michael, der die Oberhexe selbst töten wollte, abgelenkt ist, kann die so erstarkte Mallory endlich zurück ins Jahr 2015 reisen. 2015 Mithilfe von Michaels Haaren kann Mallory einen geeigneten Zeitpunkt abpassen, um auf einen noch schwachen Michael zu treffen. Als dieser nach dem Morde an einem Priester aus dem Hause seiner Großmutter Constance geworfen wird, erfasst ihn Mallory mit ihrem Wagen und überfährt ihn anschließend noch mehrmals. Constance beobachtet die Szene und begibt sich kurz zu ihrem schwer verletzten Enkel. Doch letztendlich wendet sie sich ab und der Junge verstirbt am Straßenrande an seinen Verletzungen. Durch die neu gestaltete Realität trifft Mallory nun in Miss Robichaux's Academy auf alte Bekannte, welche sie jedoch noch nicht kennen. Myrtle bleibt tot, da durch die verhinderte Apokalypse kein Bedarf für ihre Rückholung besteht. Aus Dank für die Auslöschung Michaels hat Papa Lebga auch Misty aus der Hölle entlassen und Queenie bleibt dem Zirkel ebenso erhalten, weil Mallory sie vor dem Hotel Cortez warnt. Auch Madison soll nach einiger Zeit in ihrer persönlichen Hölle wieder in den Zirkel zurückgeholt werden. 2020 Timothy und Emily, welche ursprünglich im Outpost 3 gestorben waren, laufen sich in der neu gestalteten Zukunft bei einer Protestaktion gegen Kinderausbeutung über den Weg. Sie werden ein Paar und bereits ein Jahr später Eltern eines Sohnes. Weitere drei Jahre später kommen die beiden nachts nach Hause und entdecken auf dem Wege zum Kinderzimmer Blut an der Wand. Im Zimmer sitzt ihr Sohn auf einem Schaukelstuhl, bedeckt mit Blut, und auf dem Boden liegt das ermordete Kindermädchen. Dann klopft es an der Tür und Anton LaVey, Miriam und Samantha erbitten eine Audienz beim neuen Antichristen. |           |                          |                        |                      |                                       |                       |                            |                 |

## Hintergrund
FX Network bestellte am 12. Januar 2017 die achte Staffel, die Dreharbeiten dazu begannen um den 16. Juni 2018. Im Juni 2018 bestätigte Serienschöpfer Ryan Murphy, dass Apocalypse (der Titel wurde etwa einen Monat später bekanntgegeben) im Oktober 2019 spielen und ein Crossover der Staffeln Coven und Murder House werden sowie auch Charaktere aus den genannten Staffeln auftreten würden. Bereits im April 2018 war bekannt geworden, dass sowohl Sarah Paulson als auch Evan Peters bei je einer Episode Regie führen sollten. Es feierte jedoch lediglich Paulson ihr Regiedebüt.